# دیوید ترل
دیوید ترل (انگلیسی: David Terrell؛ زادهٔ ۹ ژانویهٔ ۱۹۷۸) ورزشکار هنرهای رزمی ترکیبی اهل ایالات متحده آمریکا است. وی بین سال‌های ۱۹۹۹ تا ۲۰۰۶ میلادی فعالیت می‌کرد.